# Будапешт-Бамако
Будапешт-Бамако или Великий африканский автопробег на сегодня является крупнейшим любительским ралли в мире, крупнейшим ралли по Сахаре и важной благотворительной автомобильной гонкой в Африке. Будапешт-Бамако — это малобюджетная версия ралли-марафона Дакар. Маршрут ралли пролегает из Венгрии в Австрию, Италию, Францию, Испанию, через Сахару, по территории Марокко и Мавритании и финиширует в столице Мали, Бамако. При подаче заявки не существует ограничений: если автомобиль ездит на законных основаниях, он и его водитель могут принять участие в гонке. Будапешт-Бамако также собирает средства и материальную помощь для местных общин и благотворительных организаций в Мали.

## История
Мероприятие является детищем венгерского интернет-предпринимателя и бывшего радиоведущего Гезы Виллама (настоящее имя Эндрю Сабо), который хотел предоставить фанатам ралли альтернативу более дорогому и строгому ралли Дакар. Он не нашёл более дешёвого и удобного варианта Дакару, как создание своего собственного ралли. После первого разведывательного пробега через Сахару в Тунисе, Ливии, Нигерии, Буркина-Фасо и Мали он предпочел более безопасный и живописный маршрут по западному краю Африки.
- 26 декабря 2005 года сорок две команды выстроились на площади Героев в Будапеште на первый официальный автопробег ралли Будапешт-Бамако. Две недели спустя все команды кроме двух прибыли на площадь Героев в Бамако.
- В 2007 году более ста команд вступили в борьбу. Только десяти из них не удалось пересечь финишную черту.
- В 2008 году более 400 человек в 160 транспортных средствах отправились на Большой африканский автопробег. Среди наиболее необычных транспортных средств были Велорекс 1961 года, сочлененный автобус Икарус 435, грузовик-развозчик мороженого, Дачия, Вартбург и польский Фиат 126, управляемый двумя британцами. Несмотря на то, что в 2008 году было принято решение об отмене Ралли Дакар в связи с угрозой терактов[5], автопробег Будапешт-Бамако все-таки состоялся, хотя несколько французских и испанских команд отказались от участия, ссылаясь на риск терактов в Мавритании. Но это не помешало автопробегу завершиться без препятствий. Правительством Мавритании были направлены тысячи военных и полицейских для охраны этого мероприятия.
- В 2009 году гоночная и туристическая категории полностью были разделены. Особенностью гонки стал намного более востребованный курс, обусловленный строгим контролем времени и более сложными географическими вызовами.
- В 2010 году ралли было организовано четырёхкратными ветеранами Будапешт-Бамако, Андрашем Полгаром (Andras Polgar) и его братом Тамашем (Tamas). Меньше чем за 36 часов до начала этапы ралли в Мавритании и Мали были отменены после того как Министерство иностранных дел Венгрии предупредило Полгаров о потенциальных террористических угрозах в Мавритании.[6] Этот автопробег финишировал в Агадире, Марокко[5]. Несмотря на изменения в официальном финише, сорок одна команда и более 25 тонн гуманитарной помощи прибыли в Бамако без каких-либо инцидентов после 1 февраля 2010 года.
- В 2011 году ралли завершилось успешно после того как команды преодолели один из труднейших этапов. Впервые в истории ралли участники преодолевали путь через Сенегал. Только 125 из 160 команд финишировали и только 18 из 40 команд гоночной категории пересекли финишную черту[7].
- В 2012 финишной чертой стала столица Гвинеи-Бисау. Впервые в истории ралли Бамако не было конечной точкой. Драйверы должны были путешествовать через Сенегал ещё раз[8].
- В 2013 году организаторы перенесли финиш в Гвинею-Бисау после политически неопределенного года в Мали. Антитеррористическое агентство Венгрии призвало организаторов отменить мероприятие в связи с угрозой похищения людей, тем не менее ралли завершилось без инцидентов, 89 команд из 142 пересекли финишную черту[9].

## Философия и правила
Ведущий принцип Будапешт-Бамако: кто угодно, чем-либо, в любом случае. Здесь не существует ограничений по транспортным средствами или лицам, которые могут принимать участие, нет никаких дорожных ограничений. Участники должны завершать ежедневные этапы между Будапештом и Бамако. Установленный маршрут не предусмотрен, гонщики могут планировать и оптимизировать свой маршрут самостоятельно. Это не ограниченное во времени событие. Очки начисляются за выполнение ежедневных этапов в определённые периоды времени. Кроме того, существует геокэшинг, для зарабатывания дополнительных очков. Если команда не завершает этап, она все ещё принимает участие в гонке. Автомобилям нет необходимости прибывать к финишу, главное пересечь финишную черту участникам. Команды могут участвовать в гоночной или туристической категориях.

## Маршрут
Обычно, гонка проходит через следующие страны (в порядке старт-финиш):
- Венгрия
- Австрия или  Словения
- Италия
- Франция
- Испания
- Марокко
- САДР
- Мавритания
- Мали
- Сенегал
- Гвинея-Бисау

Около 8 тысяч километров охватываются в течение 15 дней. Гонка стартует в Будапеште, столице Венгрии и финиширует в Бамако, столице Мали.

## Категории
Команды могут принять участие в категории соревнование, в которой должны быть достигнуты навигационные пункты и завершены ежедневные этапы. Это гонка не ограничена по времени. В туристической категории команда путешествует в своем собственном темпе, и нет никакой конкуренции среди участников. В 2011 году была добавлена категория Spirit, особенностью которой является участие старых автомобилей. В этом случае участникам нет необходимости оплачивать вступительные взносы.

## Благотворительность
Будапешт-Бамако в первую очередь является благотворительной акцией, которая приносит прямые пожертвования сообществам в Мали и Мавритании. Многие команды делегируются в фирмы в рамках программы корпоративной социальной ответственности. В 2008 году Банк Будапешта пожертвовал автомобиль скорой помощи после того, как был направлен из Будапешта в Бамако. Красный Крест пожертвовал минивэн Институту для слепых в Бамако после того, как он был перенаправлен из Европы.
Ежегодно участники и организаторы ралли оказывают значительную материальную помощь Африканскому населению.
- В 2008 году командами было организовано выкапывание колодца в деревне El Geddiya, пожертвование медицинского оборудования для бесплатной клиники в трущобах Бамако, включая оборудование для стерилизации и инкубатор. Позже в некоторые районы Бамако были переданы подарки для школ.
- В 2009 году более 700 000 евро было доставлено в Африку. Британские «Зеленые Рыцари» обеспечили несколько деревень Мали солнечными батареями и солнечными печами. Командой голландских женщин было доставлено 230 велосипедов для организации под названием Женщины на велосипедах, целью которой было научить женщин езде на велосипедах, чтобы они могли добраться до работы, находящейся далеко от их деревни[10].
- В 2010 году более 25 тонн гуманитарной помощи было доставлено в Мавританию и Мали. Члены норвежской команды ралли построили школу в отдаленной деревне Kourmikoro, Мали. Несколько сел, больниц, детских домов, школ Мавритании и Мали были обеспечены материальной помощью.
- В 2011 году была оказана материальная помощь на общую сумму 800 000 евро. Было достроено дополнительно здание к школе, построенной в 2010 году, вырыт новый колодец в городе Дьема, Мали. Члены команды JCI доставили 10 000 сетей маларии в Мали и Сенегале.
- В 2012 году была оказана материальная помощь на общую сумму 600 000 евро. Несколько машин скорой помощи были переданы в Гвинею-Бисау. Новое крыло школы было построено в Kourmikoro, Мали. Пожертвования также были предоставлены деревне в Гвинее-Бисау, для детского дома и больницы в Бисау.
- В 2013 году была оказана материальная помощь на общую сумму 800 000 евро. Датской командой была пожертвована полнофункциональная пожарная машина для мэра Гвинеи-Бисау. Вакцинные системы хранения на солнечных батареях, компьютеры, швейные машины и велосипеды были также пожертвованы в Мавританию, Сенегал и Гвинею-Бисау[11].

Команда, осуществившая самую выдающуюся благотворительную деятельность, получает Награду Матери Терезы за благотворительность.

## Телевизионное освещение
С 2007 года британский кабельный и спутниковый канал Travel Channel транслирует серии ралли Будапешт Бамако. В 2010 году венгерская национальная телекомпания RTL Klub начала ежедневную трансляцию события.